# Postilion

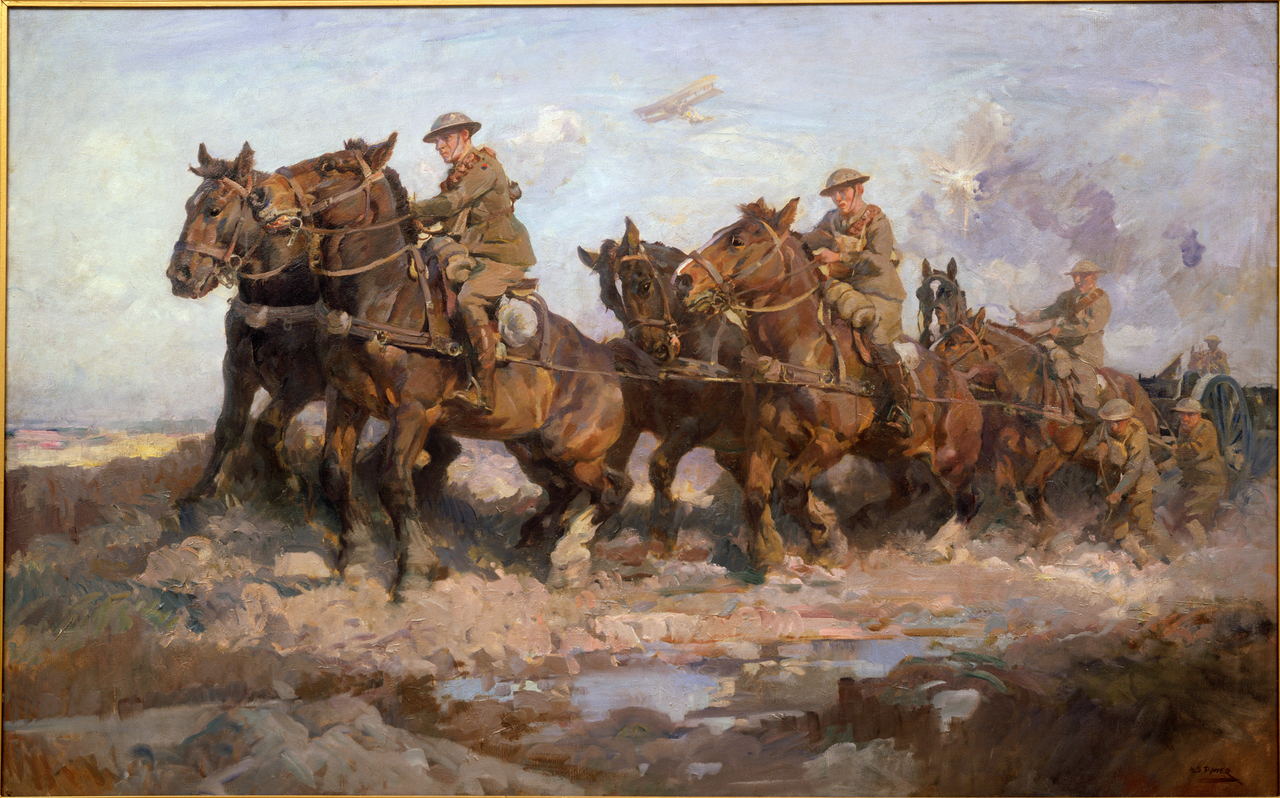
H. S. Power Bringing up the guns c. képén egy hatlovas, három postilionos ausztrál katonai csapat látható (Passchendaele-i csata,1917)

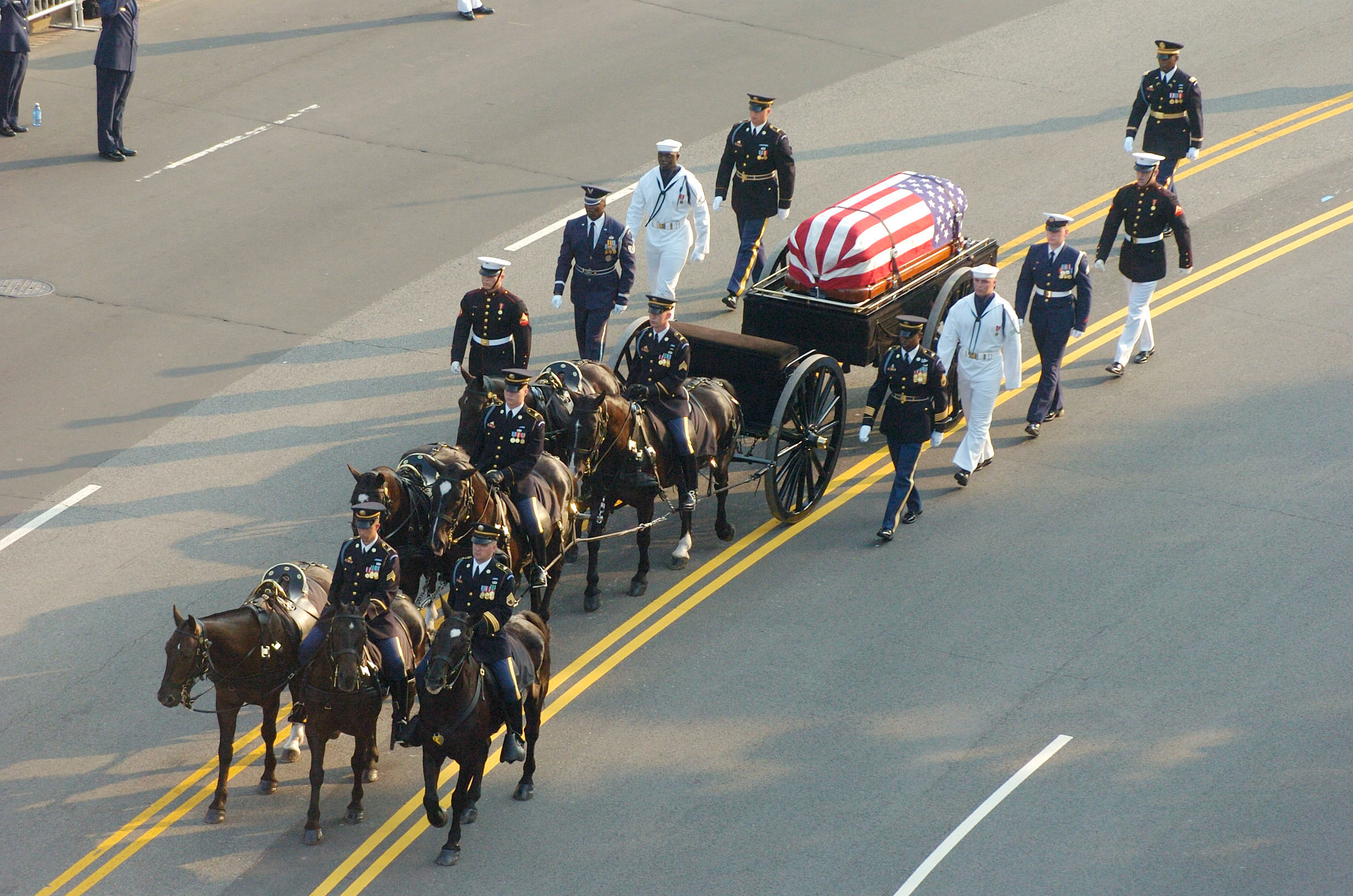
Postilionok Ronald Reagan temetésén, 2004-ben

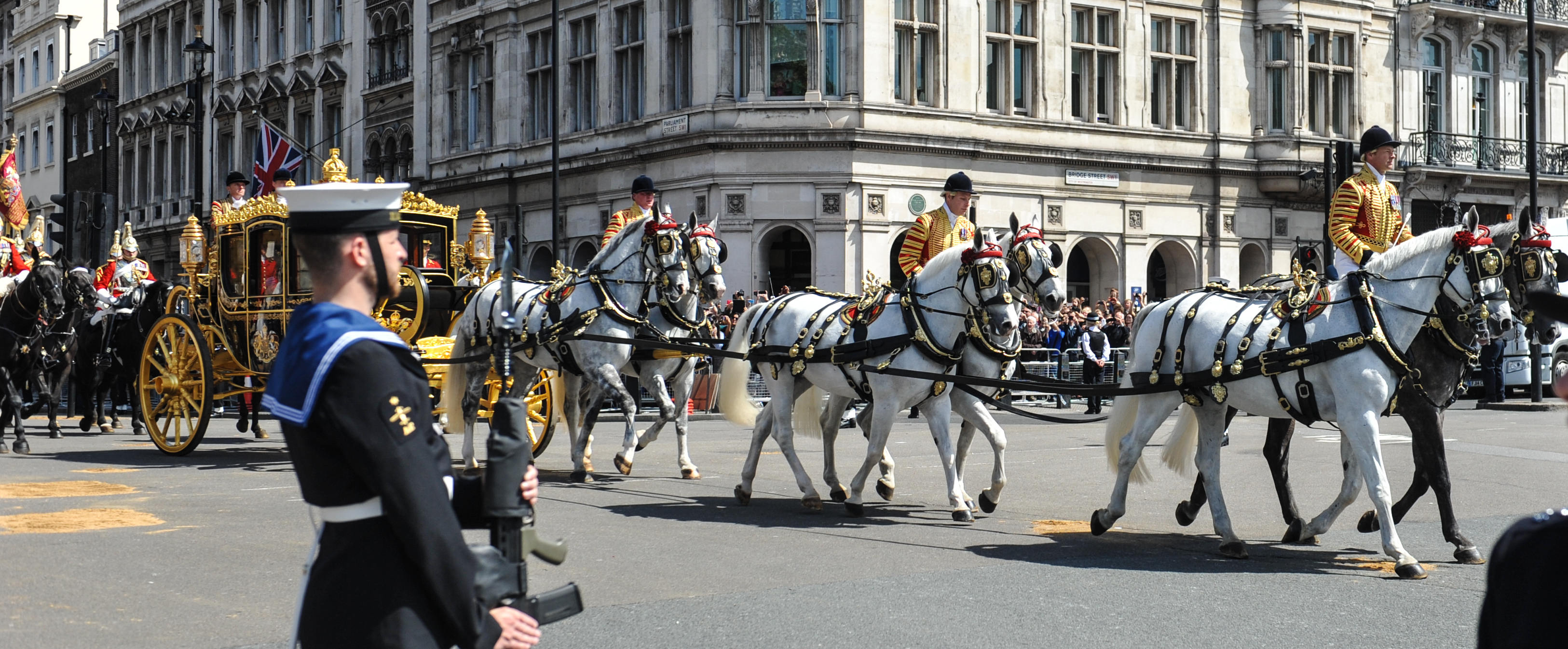
Postilionok irányítják a királynő hintóját húzó lovakat az angol parlament megnyitóján Londonban, 2015-ben

A postilion, vagy postillion (franciául postillon) egy olyan lóháton ülő hajtó, korábban postakocsis, aki egy lovashintót vagy egyéb lovaskocsit úgy kormányoz, hogy közben a vontató lovon, vagy lópár egyikén, vagy akár még több vezetett ló egyikén ül. Ezzel szemben a lovaskocsi hagyományos értelemben vett kocsisa kocsiülésről hajtja a lovakat.

## Története
Eredetileg a postakocsi vezetőjének vagy felvezetőjének, illetve a kézbesítőnek az angol neve volt, majd áttevődött a tényleges postakézbesítőre, vagy futárra az elnevezés, csakúgy mint a postalovon lovagló személyre is. A postilionok a hagyományos kocsis felfogadásának olcsóbb alternatívájaként váltak népszerűvé, különösen könnyű, gyors kocsik esetében.

## Alkalmazásuk
A postilionok nemzeti ünnepeken, például állami temetéseken, az alkalomhoz illő ünnepi hintókat irányítanak.
A harcmezőkön csakúgy mint ünnepélyes alkalmakkor a postilionok olyan manővereket tudtak, képesek végrehajtani, amelyet egy egyszerű kocsis nem tudna végrehajtani.

## Hajtási formák
Amennyiben a postilion lópárt vezet, akkor a baloldali lovon lovagol, a két lovat onnan irányítja.
Kettesfogat esetén vagy két postiliont alkalmaznak, egyet-egyet lópáronként, vagy egy postilion lovagol a bal hátsó lovon, és onnan irányítja mind a négy lovat.

## Libéria
A postilionok öltözete libéria, talpig díszruha, melynek felsőrésze egy rövid, csak derékig érő, arany csipkével és aranyozott gombokkal díszített kabát.
Fehér inget, fehér bőrnadrágot, fehér kesztyűt, díszes sapkát, és barna felsőrészű csizmát viselnek. A jobb lábukon vaslábvédő van, hogy megvédje azt a kocsirúd verődéseitől.

## Előnyök
Egy postilion igénybevétele olcsóbb lehet, mint külön kocsist bérelni.
Az utasok számára zavartalanabb privátbeszélgetéseket tett lehetővé a postilion nagy távolsága.
Technikailag a postilionoknak nagyobb a manöverezési lehetősége.

## Bibliográfia
Rogers, Fairman (1900).  A Manual of Coaching. Philadelphia: Lippincott Company. OCLC 6478019.

## Fordítás
Ez a szócikk részben vagy egészben  a   Postilion című angol Wikipédia-szócikk ezen változatának fordításán alapul.  Az eredeti cikk szerkesztőit annak laptörténete sorolja fel. Ez a jelzés csupán a megfogalmazás eredetét és a szerzői jogokat jelzi, nem szolgál a cikkben szereplő információk forrásmegjelöléseként.